# Krikor Bedros V Kupelian
Krikor Bedros V Kupelian (orm.:Գրիգոր Պետրոս Ե. Քիւբելեան) (ur. ?  zm. 17 czerwca 1812) – ormiański duchowny katolicki, 5. patriarcha Kościoła katolickiego obrządku ormiańskiego w latach 1780–1788. 
11 maja 1788 został wybrany patriarchą Kościoła ormiańskokatolickiego. Funkcję patriarchy pełnił do swojej śmierci w 1812 roku. 